# (695) Bella
(695) Bella és un asteroide que pertany al cinturó d'asteroides descobert per Joel Hastings Metcalf el 7 de novembre de 1909 des de l'observatori de Taunton, als Estats Units d'Amèrica

## Designació i nom
Bella va rebre inicialment la designació de 1909 JB.
Es desconeix la raó del nom.

## Característiques orbitals
Bella orbita a una distància mitjana del Sol de 2,539 ua, i pot allunyar-se fins a 2,945 ua. La seva excentricitat és 0,1595 i la inclinació orbital 13,85°. Triga a completar una òrbita al voltant del Sol 1478 dies.
Bella forma part de la família asteroidal de Maria.